# Apatelodes corema
Apatelodes corema is een vlinder uit de familie van de Apatelodidae. De wetenschappelijke naam van de soort is voor het eerst geldig gepubliceerd in 1895 door William Schaus.